# Lydia de Vega
Lydia de Vega (Meycauayan, 26 dicembre 1964 – Makati, 10 agosto 2022) è stata una velocista filippina.
È tra le atlete più medagliate e riconosciute del proprio paese, nonché considerata la "donna più veloce d'Asia durante gli anni ottanta".

## Palmarès
| Anno | Manifestazione      | Sede              | Evento      | Risultato | Prestazione | Note |
| ---- | ------------------- | ----------------- | ----------- | --------- | ----------- | ---- |
| 1981 | Campionati asiatici | Tokyo             | 200 m piani | Bronzo    | 24"54       |      |
| 1981 | Campionati asiatici | Tokyo             | 400 m piani | Argento   | 55"39       |      |
| 1982 | Giochi asiatici     | Nuova Delhi       | 100 m piani | Oro       | 11"66       |      |
| 1983 | Campionati asiatici | Madinat al-Kuwait | 100 m piani | Oro       | 11"82       |      |
| 1983 | Campionati asiatici | Madinat al-Kuwait | 200 m piani | Oro       | 24"07       |      |
| 1983 | Campionati asiatici | Madinat al-Kuwait | 400 m piani | Bronzo    | 55"66       |      |
| 1985 | Campionati asiatici | Giacarta          | 100 m piani | Bronzo    | 11"96       |      |
| 1986 | Giochi asiatici     | Seul              | 100 m piani | Oro       | 11"53       |      |
| 1986 | Giochi asiatici     | Seul              | 200 m piani | Argento   | 23"47       |      |
| 1987 | Campionati asiatici | Singapore         | 100 m piani | Oro       | 11"43       |      |
| 1987 | Campionati asiatici | Singapore         | 200 m piani | Oro       | 23"38       |      |
| 1988 | Giochi olimpici     | Seul              | 100 metri   | Batteria  | 11"67       |      |